# إيرا أبوت
إيرا أبوت (بالإنجليزية: Ira H. Abbott) هو مهندس أمريكي، ولد في 18 يوليو 1906 في الولايات المتحدة، وتوفي في 3 نوفمبر 1988.